# Hiroshima: Out of the Ashes
Hiroshima: Out of the Ashes (en español: Hiroshima, más allá de las cenizas y Después de las cenizas) es un telefilme de 1990 dirigido por Peter Werner y protagonizada por Max von Sydow y Judd Nelson. La película está basada en el bombardeo atómico que ocurrió en Hiroshima el 6 de agosto de 1945.

## Argumento
Es el año 1945. La Segunda Guerra Mundial todavía no ha terminado en el frente japonés. 
El filme retrata a Hiroshima justo antes de su destrucción por una bomba atómica, su destrucción el 6 de agosto de 1945 y la vida de los supervivientes de esa destrucción desde la perspectiva de varios personajes, desde víctimas japonesas a un cura alemán y a soldados o prisioneros americanos.

## Reparto
| Actor         | Personaje         |
| ------------- | ----------------- |
| Max von Sydow | Padre Siemes      |
| Judd Nelson   | Pete Dunham       |
| Mako          | Sargento Moritaki |
| Tamlyn Tomita | Sally             |
| Stan Egi      | Dr. Hara          |
| Pat Morita    | Yoodo Toda        |
| Ben Wright    | Tom Reese         |

## Producción
La ola de películas que trataban de una u otra manera la pesadilla atómica, y la película exitosa Black Rain (1989) de Ridley Scott, que describió en un momento de forma breve lo que ocurrió en Hiroshima, llevaron a que se hiciese esta película.

## Recepción
En el presente esta película ha sido valorada en el portal de información del Internet IMDb. Con 393 votos registrados al respecto, el telefilme obtiene en ese portal una media ponderada de 6,1 sobre 10.